# Kaabo
Kaabo est un village du peuple Baoulé situé dans la sous-préfecture de Béoumi.

## Géographie
Le village de Kaabo, situé au centre de la Côte d'Ivoire, fait partie des vingt-six villages de la sous-préfecture de Béoumi. Il est rattaché administrativement au département de Béoumi, dans la région de Gbêkê, dans le district de la Vallée du Bandama. Il a été dénombré 854 habitants dans ce village après le recensement général de la population de l'habitat en 2014. Ce recensement a été conduit par l'Institut national de la statistique.